# Zeina Abirached
Zeina Abirached, född 1981 i Beirut, är en libanesisk serieskapare och illustratör. Hon bor numera mestadels i Paris.

## Biografi
Abirached växte upp i Beirut under inbördeskriget. Efter att ha läst grafisk formgivning vid Académie Libanaise des Beaux-Arts, fortsatte hon 2004 med studier i animation vid École nationale supérieure des arts décoratifs, konsthögskolan i Paris. Därefter tecknade hon 2006 sin första seriealbum Beyrouth Catharsis, utgivet på förlaget Cambourakis efter att tecknats fyra år tidigare som del av högskoleutbildningen i Beirut.
Hon har därefter skildrat sin barndom i inbördeskrigets Beirut i flera serieromaner. Le Jeu des hirondelles kom på franska 2007. Den har getts ut på ett antal språk, och 2010 kom den i svensk översättning under titeln Svalornas lek. Historien är uppbyggd som en teaterpjäs, med en handling som drivs av dialog och tillbakablickar.
Abirached tecknar i svartvitt, med enkla men slagkraftiga teckningar, och hennes stil har återkommande jämförts med Marjane Satrapis. Hon är även verksam som illustratör och har medverkat med sina teckningar i böcker av Jacques Jouet, Anbelina Galvani och Yves Haddad. Hon har illustrerat flera böcker om mat, inklusive Istanbul, les recettes culte (2015), On va déguster (2016) och Manger Libanais (2017).
Hennes kortfilm Mouton har visats vid filmfestivalen i Teheran.
Abirached sedan 2004 (främst) varit bosatt i Paris. Ett antal av hennes serieutgåvor har blivit prisbelönta, och 2017 fick hon själv motta Frankrikes Arts et Lettres-orden.